# The Popular
The Popular Dry Goods Company (bekend als The Popular en door zijn grote Spaanstalige klantenkring als La Popular) was een lokale warenhuisketen in El Paso, Texas. Het assortiment bestond uit nationale merken kleding, schoenen, beddengoed, meubels, sieraden, schoonheidsproducten, elektronica en huishoudelijke artikelen. Bij de sluiting in 1995 waren er vier vestigingen in El Paso: in het centrum en drie filialen in de winkelcentra Bassett Center, Northgate Center en de Sunland Park Mall. Gedurende een groot deel van zijn bestaan was The Popular het grootste lokale warenhuis van El Paso.

## Geschiedenis
The Popular Dry Goods Company werd in 1902 opgericht door Adolf Schwartz, een Hongaarse immigrant die eerder al twee andere winkels in de omgeving had geopend: Tres B en The Fair, die hij in 1900 had opgericht. Schwartz sloot The Fair in 1902, waarna hij samen met zijn neef Maurice Schwartz en andere familieleden The Popular opende. In 1907 verhuisde The Popular van de noordoosthoek van El Paso Street en Overland Street naar de hoek Mesa Street en San Antonio Street. In 1914 telde de winkel drie verdiepingen.
In 1917 transformeerde Schwartz The Popular van een algemene winkel tot een modern warenhuis met een gebouw van zes verdiepingen op de hoek van Mesa Street en San Antonio Street.
Adolph Schwartz stierf op 3 maart 1941 op 74-jarige leeftijd aan een hartaanval. Nadat Adolphs neef Maurice met pensioen ging, namen zijn zonen Herbert M. en Albert J. Schwartz de leiding over.

De uitbreiding van Popular begon in 1962 met de opening van een tweede vestiging in het Bassett Center. In 1966 volgde een derde vestiging in Northgate (later de Northpark Mall) en in 1988 volgde een vestiging in de Sunland Park Mall.
In 1995 zorgden de devaluatie van de peso, de recessie in Mexico en de onlangs aangenomen Noord-Amerikaanse Vrijhandelsovereenkomst voor economische druk in de regio. Alle winkels van The Popular werden op 6 november 1995 gesloten. Dillard’s kocht de kredietrekeningen en de winkel in het Bassett Center van The Popular. Sears kocht de locatie in het Sunland Park. De overige twee locaties werden opgeheven.